# Ar-Raqim
Ar-Raqim (arabisch الرقيم, DMG ar-raqīm) ist ein arabischer Ausdruck, der im Koran in Sure 18:9 in der Einleitung zu einer Variante der Legende der sieben Schläfer gebraucht und der kontrovers interpretiert wird, u. a.:
- Als der Name des Hundes, der die Höhle bewachte, in welcher die sieben Heiligen Zuflucht suchten. In anderen Überlieferungen heißt der Hund Qitmir.
- Als Ortsname ihres Herkunftsortes oder ihres Zufluchtortes, der dann nicht in Ephesus, sondern unter anderem in der Nähe von Amman vermutet wird.[2]
- Als Bezeichnung einer vor der Höhle angebrachten Stein- oder Bleitafel, auf der die Namen und die Geschichte der Höhlengenossen, in dieser Tradition unterschieden von den sieben Schläfern, niedergeschrieben worden sei.[3]
- Als Resultat der Verlesung des Namens ihres Verfolgers Decius, dessen Name in aramäischer bzw. syrischer Umschrift auf dem Wege des Berichts an Mohammed fehlinterpretiert worden sei.[4]